# William Crawley-Boevey
Pour les articles homonymes, voir Crawley (homonymie).
William Walstan Crawley-Boevey (né le 30 mai 1960) est un mathématicien britannique qui est professeur de mathématiques pures à l'université de Leeds. 

## Formation et carrière
Crawley-Boevey est le deuxième fils de Sir Thomas Crawley-Boevey, 8e Baronnet (en). Il a étudié à la City of London School et étudie les mathématiques au St John's College, à Cambridge. Il a obtenu son doctorat en 1986 de l'université de Cambridge sous la supervision de Stephen Donkin, avec une thèse intitulée « Polycyclic-by-Finite Affine Group Schemes and Infinite Soluble Groups ». Avant sa nomination à l'université de Leeds, il a occupé des postes de recherches post-doctorales à l'université de Liverpool et à l'université d'Oxford.

## Travaux
Ses recherches portent sur la théorie des représentations et la théorie des carquois.
Il s'intéresse à la théorie des représentations aux algèbres associatives en dimension infinie et aux aspects connexes. Il a examiné, entre autres, les algèbres apprivoisées et leur classification, et les algèbres préprojectives avec des applications à la géométrie algébrique.

## Prix et distinctions
Il a été en 1991 lauréat du prix Berwick décerné par la London Mathematical Society. En 2006, Crawley-Boevey a été conférencier invité au congrès international des mathématiciens à  Madrid, avec une conférence intitulée « Quiver algebras, weighted projective lines and the Deligne-Simpson problem ». En 2012, il est devenu l'un des premiers fellows de l'American Mathematical Society.
En 2016, il est titulaire de la Chaire Alexander von Humboldt à l'université de Bielefeld,.

## Sélection de publications
- W. W. Crawley-Boevey, « On tame algebras and bocses », Proceedings of the London Mathematical Society, vol. 56, no 3,‎ 1988, p. 451–483 (DOI 10.1112/plms/s3-56.3.451, MR 931510).
- William Crawley-Boevey et Martin P. Holland, « Noncommutative deformations of Kleinian singularities », Duke Mathematical Journal, vol. 92, no 3,‎ 1998, p. 605–635 (DOI 10.1215/S0012-7094-98-09218-3, MR 1620538).
- William Crawley-Boevey, « Geometry of the moment map for representations of quivers », Compositio Mathematica, vol. 126, no 3,‎ 2001, p. 257–293 (DOI 10.1023/A:1017558904030, MR 1834739).